# Stara Jošava
Stara Jošava es una localidad de Croacia en el ejido de la ciudad de Orahovica, condado de Virovitica-Podravina.

## Geografía
Se encuentra a una altitud de 148 m s. n. m. a 210 km de la capital nacional, Zagreb.

## Demografía
En el censo 2011 el total de población de la localidad fue de 240 habitantes.
| Gráfica de población de Stara Jošava 1857-2011                      |
|                                                                     |
| Según los censos de población de la oficina estadística de Croacia. |